# Millington (East Riding of Yorkshire)
Millington is een civil parish in het bestuurlijke gebied East Riding of Yorkshire, in het Engelse graafschap East Riding of Yorkshire met 242 inwoners.